# Кулдига
Ку́лдига (латис. Kuldīga) — місто в Латвії, Курляндія, Кулдизький край. Крайовий центр. Розташоване на заході країни, на березі річки Вента. Перша згадка 1242 року. Міські права — від 1378 року. Було одним із важливих міст герцогства Курляндії та Семигалії, центром Гольдінгенського обер-гауптманства. Патрон міста — свята Катерина Александрійська.

## Назва
- Ку́лдига (латис. Kuldīga;  вимова; пол. Kuldyga) — сучасна латиська назва.
- Го́льдінген (нім. Goldingen) — стара німецька назва міста.
- Го́лдинга (пол. Goldynga) — старопольська і староукраїнська назва міста.
- Єзусбург (нім. Jesusburg)

## Географія
Розташоване на заході країни на березі річки Вента.

## Історія
- у 1617–1795 роках Гольдінген був центром Гольдінгенського обер-гауптманства Герцогства Курляндії і Семигалії.
- Курляндська губернія

Визначні пам'ятки
- історичний центр міста,
- кам'яний міст через Венту,
- найширший в Європі водоспад Вентас румба (270—275 м).

## Астероїд
Ім'я цього міста носить астероїд головного поясу 31267 Кулдига.